# Little Palmer River
Der Little Palmer River ist ein Fluss in der Region Far North Queensland im Nordosten des australischen Bundesstaates Queensland.

## Geographie
Der Fluss entspringt am Mount Murray, rund 80 Kilometer südwestlich von Cooktown und westlich des Mulligan Highway, in den Atherton Tablelands, die zur Great Dividing Range zählen. Von dort fließt er nach Westen und mündet nach etwa elf Kilometern östlich der Palmer Goldfield Resources Reserve in den Palmer River.